# Hypothyris amica
Hypothyris amica är en fjärilsart som beskrevs av Gustav Weymer 1884. Hypothyris amica ingår i släktet Hypothyris och familjen praktfjärilar. Inga underarter finns listade i Catalogue of Life.